# Chester (Massachusetts)
Chester és una població dels Estats Units a l'estat de Massachusetts. Segons el cens del 2000 tenia 1.308 habitants.

## Demografia
Segons el cens del 2000, Chester tenia 1.308 habitants, 500 habitatges, i 360 famílies. La densitat de població era de 13,7 habitants per km².
Dels 500 habitatges en un 35% hi vivien nens de menys de 18 anys, en un 60% hi vivien parelles casades, en un 7,6% dones solteres, i en un 27,8% no eren unitats familiars. En el 21,2% dels habitatges hi vivien persones soles el 8,6% de les quals corresponia a persones de 65 anys o més que vivien soles. El nombre mitjà de persones vivint en cada habitatge era de 2,62 i el nombre mitjà de persones que vivien en cada família era de 3,06.
Per edats la població es repartia de la següent manera: un 25% tenia menys de 18 anys, un 7,3% entre 18 i 24, un 30,2% entre 25 i 44, un 26,1% de 45 a 60 i un 11,5% 65 anys o més.
L'edat mediana era de 39 anys. Per cada 100 dones de 18 o més anys hi havia 102,3 homes.
La renda mediana per habitatge era de 43.816 $ i la renda mediana per família de 51.932$. Els homes tenien una renda mediana de 38.083 $ mentre que les dones 25.789$. La renda per capita de la població era de 18.098$. Entorn del 2,9% de les famílies i el 5,8% de la població estaven per davall del llindar de pobresa.